# Малый желтохохлый какаду
Малый желтохохлый какаду (лат. Cacatua sulphurea, син. Plyctolophus sulphurea) — птица семейства какаду.

## Внешний вид
Длина тела 33—35 см, хвоста 11 см; масса до 500 г. Оперение белое. Хохолок в верхней части и область ушей жёлтая. Клюв и ноги серо-чёрные. Окологлазничное кольцо без перьев, голубоватого цвета. Окраска самцов и самок одинаковая. У самцов клюв и голова крупнее. Но главным различительным половым признаком является окраска радужки глаз. У самок она красно-коричневая, а у самцов почти чёрная. Голос громкий, хриплый. При испуге резкий, переходящий в визг.

## Распространение
Обитает на Малых Зондских островах и Сулавеси.

## Образ жизни
Населяют леса, холмы, опушки леса, кустарники, сельскохозяйственные угодья, муссонные леса, полузасушливые территории, до высоты 1200 м над уровнем моря. Держатся парами или мелкими стаями до 10—20 особей. Ночуют в лесу. На рассвете летают на кормежку. Наиболее активны рано утром и поздно днём. Пьют, черпая воду подклювьем. Кормятся как на земле, так и на деревьях. Питаются плодами (манго, папайя, бананы, гуава, индийские финики), семенами, орехами, ягодами, цветками (мангового дерева, кокосовых орехов), почками, насекомыми и их личинками, зерном, зелёными кокосовыми орехами. Уничтожают посевы риса и кукурузы.

## Размножение
Гнёзда устраивают в дуплах деревьев, на высоте от 10 м. В кладке бывает 2—3 яйца. Высиживают яйца оба родителя. Птенцы вылупляются через 4 недели, оперяются и вылетают из гнезда примерно в 2-месячном возрасте.

## Угрозы и охрана
На 2000 год насчитывалось 2500—10000 особей. Численность продолжает снижаться. Занесён в Международную Красную книгу.

## Содержание
Очень распространён в качестве домашней птицы. При одиночном содержании быстро и сильно привязываются к человеку. Не умеют разговаривать, но это компенсируется забавными позами, смешными танцами и незаурядной сообразительностью. Продолжительность жизни около 40 лет.

## Классификация
Вид включает в себя 6 подвидов:
- Cacatua sulphurea abbotti (Oberholser, 1917) — длина тела до 40 см
- Cacatua sulphurea sulphurea (Gmelin, 1788) — длина тела до 38 см
- Cacatua sulphurea paulandrewi
- Cacatua sulphurea djampeana
- Cacatua sulphurea occidentalis
- Cacatua sulphurea parvula (Bonaparte, 1850) — длина тела до 33 см